# SN 2005gz
SN 2005gz – supernowa typu II odkryta 11 października 2005 roku w galaktyce M-01-53-22. W momencie odkrycia miała maksymalną jasność 18,30m.